# كأس سلوفاكيا 2018–19
كأس سلوفاكيا 2018–19 هو الموسم 26 من كأس سلوفاكيا. أقيم خلال الفترة 15 يوليو 2018 وحتى 1 مايو 2019، وكان عدد الأندية المشاركة فيه 202، وفاز فيه نادي سبارتاك ترنافا.